# Peter Wolff
Peter Wolff (ur. 10 maja 1946 w Mediolanie) – liechtensteiński prawnik i polityk, w latach 1986–1993 minister, od 1997 do 2001 przewodniczący Landtagu.

## Życiorys
Ukończył szkołę średnią w Wels, a w 1971 studia prawnicze na Uniwersytecie Wiedeńskim. Po odbyciu aplikacji w 1974 podjął praktykę w zawodzie adwokata.
Działacz Unii Patriotycznej. W latach 1982–1986 był zastępcą członka Landtagu. Od 1986 do 1993 wchodził w skład rządów Hansa Brunharta, odpowiadając w nich za opiekę społeczną i zdrowotną. W latach 1993–2005 wykonywał mandat deputowanego, był przewodniczącym (1997–2001) i wiceprzewodniczącym (2001–2005) krajowego parlamentu. W 2005 został rzecznikiem zrzeszenia bankowców Liechtensteinu, a w 2008 prezesem zarządu instytucji ubezpieczeniowej AHV/IV/FAK.